# Legalidade

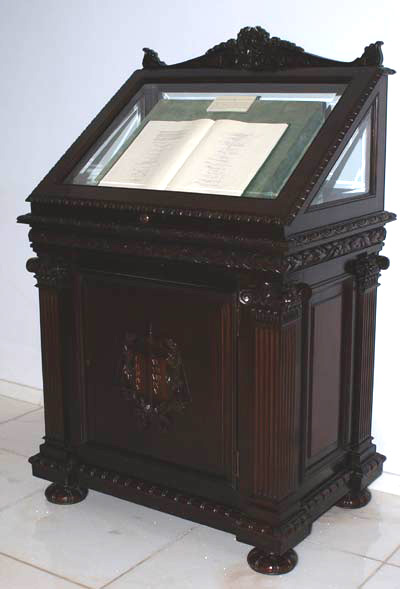
Constituição Federativa do Brasil de 1988.

Legalidade é um atributo jurídico de qualquer ato humano ou pessoa jurídica que indica se é ou não contrário às leis, se está ou não dentro do permitido pelo sistema jurídico, seja expressamente ou implicitamente. Se este atributo for positivo, diz-se que é legal, caso contrário é ilegal. Tem sua origem nas palavras "légalité" (francês) e "legalitas" (latim).